# Raphael Piper
Raphael Piper (* 1990) ist ein deutscher Handballschiedsrichter aus Kiel. Er gehört zum Elitekader des DHB und ist seit 2004 Schiedsrichter.

## Karriere
Piper wurde 2004 Schiedsrichter. Er bildet zusammen mit Jannik Otto seit 2017 ein Schiedsrichtergespann. Zur Saison 2018/19 stieg das Gespann Otto/Piper in den Elitekader des DHBs auf.
Piper kommt auf über 350 Einsätze auf Ebene des DHBs sowie einen internationalen Einsatz.

## Privates
Pipers Stammverein ist die Oldenburger SV und er engagiert sich als Schiedsrichteransetzer im Handballkreis Kiel. Hauptberuflich ist er Abteilungsleiter im Versicherungswesen.